# Kochs postulat
Kochs postulat togs fram år 1882 av den tyske nobelpristagaren Robert Koch. Om de fyra kriterierna uppfylls, anses det föreligga ett orsakssamband mellan en mikrob och en sjukdom. De fyra kriterierna är:
1. Mikroorganismen måste finnas i alla sjuka individer.
2. Mikroorganismen måste kunna isoleras och växa i en kultur.
3. Mikroorganismen måste orsaka ett specifikt sjukdomstillstånd hos en individ.
4. Mikroorganismen måste sedan kunna isoleras från den infekterade individen.

Postulatet gäller främst infektionssjukdomar, och kan inte alltid överföras på andra typer av sjukdomar, där man ofta talar om nätverk av orsaker.